# 補償原理
補償原理（ほしょうげんり）とは、様々な社会経済状態の変化のうちどういった変化ならば是認されるのかという問題に対して、「補償」というアイデアを導入して経済学的な解答を与えたものである。
何らかの社会経済状態の変化を考える時に、誰もが幸福になる変化（パレート改善）は稀であって、誰かの利益は誰かの犠牲の上に成り立っている、と仮定した上で、こうした変化についてはパレート基準による判定を停止し、他の何らかの基準で判定できないかということが考えられた。それが仮設的補償原理を導入したカルドア基準とヒックス基準である。
カルドア基準ある変化によって利益を得る人が、損をする人の損失を補償する場合を想定する。補償してもなお利益が残っているならばその変化を是認する。
ヒックス基準ある変化によって損をする人が、当該変化を阻止する場合を想定する。その変化によって利益を得る人の逸失利益を補償しようとしてもパレート優位な状況をつくれないならばその変化を是認する。すなわち、逆の変化がカルドア改善でない場合をいう。

カルドア基準のみ、あるいはヒックス基準のみでは状態0から状態1への変化を是認するにもかかわらず、状態1から状態0への変化もまた是認するという矛盾が生じる。これをシトフスキー・パラドックスという。この矛盾を改善するために考えられたのがシトフスキーの二重基準である。この基準はカルドア基準、ヒックス基準ともに是認する変化に限り是認しようというものであり、この基準を導入すると社会状態がいったりきたりするという矛盾は発生しない。しかし、このシトフスキーの二重基準によっても推移律が満たされないというゴーマン・パラドックスが存在する。この矛盾はサミュエルソンによって克服が試みられている。
補償原理のいう「補償」とはあくまで仮設的なものでよく、実際に補償を行う必要はない。しかし、この考え方は現実的にも適応可能である。例えば貿易の自由化を考えよう。競争状況が加速することによって消費者は利益を得る一方で生産者は損を被る。仮に政府が消費課税を導入し生産者に損害を補完してもなお利益が残るならば、貿易自由化という社会変化はカルドア基準によって是認されるということができる。